# Bộ Tư lệnh Tác chiến phía Đông
Bộ Tư lệnh Tác chiến phía Đông (tiếng Ukraina: Оперативне командування «Схід», số hiệu đơn vị: А1314) là một đơn vị của Lực lượng Mặt đất Ukraina có chức năng chỉ huy chung đối với các hoạt động tác chiến trên bộ ở miền Đông Ukraina (các tỉnh Donetsk, Luhansk, Kharkiv, Dnipropetrovsk và Zaporizhzhia). Đơn vị được thành lập vào tháng 1 năm 2015. Đại bản doanh của Bộ Tư lệnh Tác chiến phía Đông đặt tại thành phố Dnipro.

## Cơ cấu
Bộ Tư lệnh Tác chiến phía Đông bao gồm các đơn vị thành phần sau đây:
- Lữ đoàn cơ giới 23
- Lữ đoàn cơ giới 43
- Lữ đoàn cơ giới 53
- Lữ đoàn cơ giới 54
- Lữ đoàn cơ giới 67
- Lữ đoàn cơ giới 92
- Lữ đoàn cơ giới 93
- Lữ đoàn xe tăng số 5
- Lữ đoàn xe tăng 17
- Lữ đoàn pháo binh 47
- Lữ đoàn pháo binh 55
- Trung đoàn tên lửa phòng không 1039
- Trung đoàn công binh 91
- Trung đoàn tín hiệu 121
- Trung đoàn bảo dưỡng 532
- Tiểu đoàn tấn công Skala
- Tiểu đoàn trinh sát 74,
- Tiểu đoàn trinh sát 129,
- Tiểu đoàn hỗ trợ vật chất 78
- Tiểu đoàn bảo vệ và dịch vụ 133
- Tiểu đoàn vận tải 227
- Tiểu đoàn tác chiến điện tử 502
- Trung tâm chỉ huy và tình báo 188
- Trung tâm thông tin và tín hiệu 368

Do trong chiến tranh Nga - Ukraina, miền Đông Ukraina là chiến trường chính, nên ngoài các đơn vị trên, Bộ Tư lệnh Lực lượng Vũ trang Ukraina còn điều động các đơn vị thuộc các Bộ Tư lệnh Tác chiến vùng khác và các đơn vị thuộc các quân chủng khác (tấn công đường không, không quân, đặc nhiệm, phòng thủ lãnh thổ) tới Đông Ukraina chiến đấu. Các đơn vị liên quân của Bộ Tư lệnh Tác chiến phía Đông và các quân chủng, quân khu khác lại được bố trị tạm thời thành Nhóm chiến thuật - chiến lược Khortytsia.

## Chỉ huy

### Tư lệnh
- Trung tướng Serhii Ivanovych Naiev (2015 - 2017)[1]
- Thượng tướng Oleksandr Fedorovich Krasanook (2017 - 18/7/2019)[2]
- Trung tướng Olekesandr Voldymyrovych Nesterenko (18/7/2019 - 9/8/2021)[3]
- Trung tướng Oleh Mykhalovych Mikats (9/8/2021 - nay)[4]

### Phó Tư lệnh, Tham mưu trưởng
- Trung tướng Ihor Mykolayovych Palahnyuk (2017-2019)
- Trung tướng Eduard Mykhailovych Moskaliov (2019-nay)[5]